# Expiremont
Expiremont is een gemeente in het Franse departement Charente-Maritime (regio Nouvelle-Aquitaine) en telt 105 inwoners (1999). De plaats maakt deel uit van het arrondissement Jonzac.

## Geografie
De oppervlakte van Expiremont bedraagt 5,8 km², de bevolkingsdichtheid is 18,1 inwoners per km².
De onderstaande kaart toont de ligging van Expiremont met de belangrijkste infrastructuur en aangrenzende gemeenten.

## Demografie
Onderstaande figuur toont het verloop van het inwonertal (bron: INSEE-tellingen).